# Марчук Валентин Мефодійович
Валентин Мефодійович Марчук (21 лютого 1928, с. Новаківка, Кіровоградська область, УРСР, СРСР — 16 січня 2017, Київ, Україна) — радянський та український правознавець, доктор юридичних наук (1978), професор (1985).

## Біографія
Закінчив юридичний факультет Київського державного університету ім. Т. Г Шевченка у 1952 році[відсутнє в джерелі].
Після закінчення університету в 1953—1960 роках обіймав посаду викладача юридичних дисциплін у навчальних закладах КДБ СРСР.
У 1960—1965 роках працював у секторі держави та права Академії наук УРСР (Київ).
З 1965 по 1977 рік доцент юридичного факультету в Київському ордена Леніна державному університеті імені Т. Г. Шевченка.
У 1977—1983 роках начальник кафедри адміністративного права Київської вищої школи МВС СРСР ім. Ф. Е. Дзержинського у званні підполковника МВС СРСР.
Водночас викладає у Київській філії Всесоюзного інституту підвищення кваліфікації керівних працівників виправно-трудових установ МВС СРСР.
У 1983—1985 роках — професор секції права Київського політехнічного інституту.
У 1985 по 1993 роках — професор секції права Київського інституту інженерів цивільної авіації.
З 1993 — професор кафедри права Київського національного торговельно-економічного університету, в той же час з 1995 — завідувач кафедри права Міжрегіональної Академії управління персоналом.
Займався дослідженнями у галузі адміністративно-правових проблем організації державного управління, питаннями кадрової роботи та впровадження способів державного управління, суспільною теорією держави та права.

## Особисте життя
Дружина Ніколаєва Людмила Вікторівна, кандидат юридичних наук, професор. Донька Роксолана.
Помер у Києві 16 січня 2017 року. Похований на Лук'янівському цвинтарі.

## Наукові праці
Є автором наукових праць з питань адміністративного права та теорії держави і права.
- Органи державного управління УРСР на сучасному етапі / Акад. наук УРСР. Сектор держави та права. — Київ: Наукова думка, 1964. — 192 с.;

- Удосконалення апарату управління УРСР на етапі комуністичного будівництва (1964)[2];

- Основні напрями вдосконалення апарату управління в сучасних умовах (1965)[3];

- Основи наукової організації управління. Адміністративно-правовий аспект (1976);

- Адміністративно-правовий аспект наукової організації державного управління (1977)[4];

- Основи наукової організації державного управління (адміністративно-правовий аспект. Загальна частина): навчальний посібник 97 c. видавництво: КВШ МВС СРСР[5];

- Основні поняття та категорії права (1979);

- Правомірна поведінка, правопорушення та юридична відповідальність (1996);

- Основні поняття та категорії права: Науковий посібник 144 с. (2001, у співавторстві з Ніколаєвою Л. В.)[6];

- Нариси з теорії права: Науковий посібник (2004, у співавторстві з Ніколаєвою Л. В.)[7];

- Теорія держави і права: Науковий посібник (2012 — перевиданий у 2019, у співавторстві з Л. В. Ніколаєвим та Гуржим Т.A).